# Курманиха
Курманиха — упразднённая деревня в Александровском районе Владимирской области России.

## География
Урочище находится в северо-западной части области, в зоне хвойно-широколиственных лесов, к югу от автодороги 17А-2, на расстоянии примерно 12 километров (по прямой) к востоку от города Александрова, административного центра района.

### Климат
Климат характеризуется как умеренно континентальный, с умеренно тёплым летом, холодной зимой, короткой весной и облачной, часто дождливой осенью. Среднегодовая температура воздуха — +3,4 °C. Годовое количество атмосферных осадков — 549 миллиметров, из которых большая часть выпадает в тёплый период.

## История
В «Списке населенных мест Владимирской губернии по сведениям 1859 года» населённый пункт упомянут как деревня Александровского уезда, расположенная при колодцах, в 13 верстах от уездного города. В деревне насчитывалось 9 дворов и проживало 65 человек (26 мужчин и 39 женщин).
По состоянию на 1905 год, в Курманихе имелось 10 дворов и проживало 65 человек. В административном отношении деревня входила в состав Андреевской волости.
В советское время входила в состав Елькинского сельсовета Александровского района. Упразднена решением облисполкома № 586 от 11 июня 1979 года как фактически не существующая.